# Reno 911!
Reno 911! är en amerikansk humorserie vars första avsnitt visades 2003 på Comedy Central. Serien är i viss mån en parodi på den populära tv-serien COPS. Efter 6 säsonger och 88 avsnitt avslutades serien i juli 2009.
Den utspelar sig i staden Reno, som namnet säger.

## Rollista i urval
- Mayson Brooks – Bradley Robertson
- Thomas Lennon – Lieutenant Jim Dangle
- Carlos Alazraqui – James Garcia
- Wendi McLendon-Covey – Clementine Johnson
- Mary Birdsong – Cheresa Kimball
- Cedric Yarbrough – S. Jones
- Ben Garant – Travis Junior
- Kerri Kenney – Trudy Wiegel
- Niecy Nash – Raineesha Williams
- Jack Plotnick – Steve Marmella